# 7.5 cm 18호 경보병포

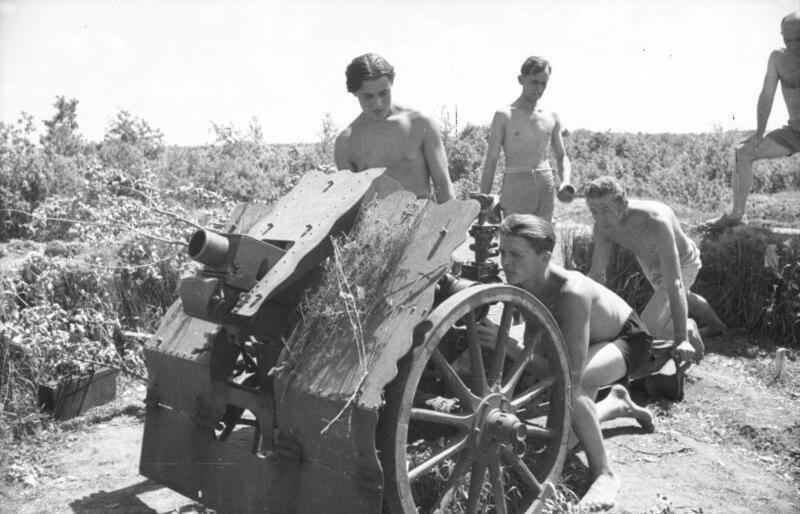

7.5cm 18호 경보병포는 독일이 2차 세계대전당시에 사용한 경포이다.

## 같이 보기
- 대포